# Свиридова, Валерия Евгеньевна
Валерия Евгеньевна Свиридова (10 октября 1994 года, Новосибирск) — российская гимнастка.

## Биография
Спортом Валерия Свиридова начала заниматься с 1999 года. Тренировалась под руководством Михаила Козиорова и Светланы Крепкой. С 2005 года Свиридова является постоянным членом сборной команды России по спортивной гимнастике.
В 2009 году получила звание мастера спорта.

## Карьера

#### 2004-2008 годы
- Постоянный призёр Первенства России

- Постоянный призёр Международного турнира на Кубок Воронина

#### 2009 год
- На Российско-китайских молодёжных играх, проходивших в Пекине, завоевала первые места в вольных упражнениях и на опорном прыжке. По программе многоборья заняла третье место уступив хозяйкам соревнований[2].

- Выступая на Кубке страны в личном многоборье набрала 52.5 балла и вошла в 10 лучших гимнасток России. В отдельных видах упражнений Валерия получила 4 место за вольные упражнения, 5 место за упражнения на разновысоких брусьях и 7 место в многоборье.

- В командных выступлениях, находясь в составе женской сборной заняла второе место на международных соревновании в Италии, набрав в личном многоборье 54 балла[3].

- В командных выступлениях, находясь в составе женской сборной стала победительницей Всемирной Гимназиады проходившей в столице Катара г.Доха.

#### 2010 год
- В связи с полученной травмой приняла решение оставить спортивную гимнастику.

## Спортивные звания
- Мастер спорта России